# Robert Maréchal (homme politique)
Pour les articles homonymes, voir Robert Maréchal et Maréchal.
Robert Maréchal, né à Schaerbeek le 7 mars 1920 et décédé à Ostende le 1er septembre 1992, était un homme politique belge du CVP (parti populaire chrétien), actuel CD&V.

## Biographie
Ayant fait des études de droit, il s'installa en tant qu'avocat à Lokeren. 
En 1946 Robert Maréchal se présenta comme candidat aux élections communales de Lokeren et fut élu échevin.  Il occupa cette fonction jusqu'en 1971 et siégea ensuite comme conseiller communal jusqu'en 1988.
En 1946 il fut également élu comme conseiller provincial de la province de Flandre-Orientale.  Il y siégea jusqu'en 1974, avec une interruption d'une année.  En 1966 il fut élu vice-président de cette assemblée. Deux ans plus tard il fut élu président du Conseil provincial, succédant ainsi à Honoré Van Steenberge, lui-même élu député.

## Référence
- (nl) Cet article est partiellement ou en totalité issu de l’article de Wikipédia en néerlandais intitulé « Robert Maréchal » (voir la liste des auteurs).